# Cyclophora nigricaria
Cyclophora nigricaria är en fjärilsart som beskrevs av Rothke. Cyclophora nigricaria ingår i släktet Cyclophora och familjen mätare. Inga underarter finns listade i Catalogue of Life.